# Sarego
Sarego är en ort och kommun i provinsen Vicenza i regionen Veneto i Italien. Kommunen hade 6 740 invånare (2018).